# Francesco Carnelutti (Schauspieler)
Francesco Carnelutti (* 8. April 1936 in Venedig; † 26. November 2015 in Rom) war ein italienischer Schauspieler.
Carnelutti schloss in Rechtswissenschaften ab und besuchte erfolgreich die „Scuola d'arte drammatica“ des Piccolo Teatro di Milano. Er beschäftigte sich in vielfacher Form und Weise mit Theater und Film und wirkte als Schauspieler, Pantomime, Regieassistent, Theaterkritiker, Liedinterpret, Journalist, Synchronsprecher und Fernsehautor sowie -regisseur. Für das Kino war er in verhältnismäßig wenigen, aber oft beeindruckenden, kleinen Nebenrollen in meist künstlerisch ambitionierten Filmen zu sehen.

## Filmografie (Auswahl)
- 1969: Die Nonne von Monza (La monaca di Monza)
- 1979: Das Versprechen (La promessa)
- 1979: Das Concorde Inferno (Concorde Affaire ’79)
- 1983: Im Wendekreis des Kreuzes (The Scarlet and the Black) (Fernsehfilm)
- 1993: Die Sonne über dem Dschungel (Venti dal Sud)
- 2003: Johannes XXIII. – Für eine Welt in Frieden (Il papà buono)
- 2003: Sin Eater – Die Seele des Bösen (Sin Eater)
- 2006: The Da Vinci Code – Sakrileg (The Da Vinci Code)
- 2014: Spring